# 중앙필리핀어군
중앙필리핀어군은 필리핀의 주요 언어군 중 가장 넓은 지역에 분포하며 화자 수가 가장 많은 언어군이다. 루손섬 남부, 비사야 제도, 민다나오섬, 술루주에 분포한다. 중앙필리핀어에는 타갈로그어, 비콜어군, 세부아노어, 힐리가이논어, 와라이어, 키나라이아어, 타우수그어 등 40여 개의 언어가 속한다.

## 분류
중앙필리핀어군에 속하는 언어들은 보통 다음과 같이 분류된다.
- 타갈로그어(루손섬 남부. 적어도 3개의 방언이 있다.)
- 비콜어군(비콜반도의 8개 언어)
- 비사야어군(비사야 제도, 루손섬 동남부, 민다나오섬 동북부, 술루주의 18개 언어)
- 만사카어군(다바오 지역의 11개 언어)
- 마니데어·이나그타 알라바트어(2개 언어)

여기에 더해 산악 지역에 사는 아에타족의 언어들도 있다. 이들의 분류는 불명확하다.
- 아타어, 소르소곤 아이타어, 타야바스 아이타어, 카롤라노스어, 마가하트어, 술로드어, 우미라이 두마게트어

중앙필리핀어군 언어 대부분은 사실 방언연속체를 이루며 언어 사이에 명확한 경계가 없다. 예를 들어 소르소곤주와 마스바테주 지역의 언어들이 비콜어군에서 비사야어군으로 매끄럽게 변하는 것을 볼 수 있고 이들을 비사콜어군이라 한다. Blust (2009)에 따르면 비사야어군 언어 사이에 다양성이 낮은 것은 인구 팽창이 비교적 최근에 일어났기 때문이라고 주장하였다.

### Zorc (1977)
데이비드 조크는 1977년 박사학위논문에서 다음과 같은 분류를 제시하였다. 비사야어군의 하위분류는 조크 본인의 연구성과이고, 비콜어군의 하위분류는 McFarland (1974)를 따랐다. and the Mansakan subgrouping from Gallman (1974).
주요 분기군은 굵은 글씨로 나타냈다.
- 타갈로그어
  - 표준 필리핀어
  - 마린두케 방언
  - 루방 방언
- 비콜어군
  - 판단 비콜어 (카탄두아네스주 북부)
  - 내륙비콜어군
    - 링코나다 비콜어
    - 알바이 비콜어

  - 해안비콜어군 (나가 방언 포함)
    - 중부 비콜어
    - 비락 비콜어 (카탄두아네스주 남부)
- 비사야어군
  - 1. 남부 (민다나오섬 동해안)
    - 부투아논·타우수그어군
      - 타우수그어
      - 부투아논어

    - 수리가오어군
      - 수리가오논어, 자운자운 방언[7], 칸틸란 방언[8], 나투랄리스 방언[9]

  - 2. 세부 (세부, 보홀, 시키호르, 중부 비사야, 서부 레이테, 북부 민다나오, 동부 네그로스)
    - 세부어군
      - 세부아노어, 보홀라노 방언, 레이테 방언

  - 3. 중부 (비사야 제도 전역)
    - 와라이어군
      - 와라이·사마르어군
        - 와라이어, 사마르레이테어
        - 북부 사마르어

      - 구바트어 (소르소곤주 남부)

    - 주변부
      - (북)소르소곤어, 마스바테어
      - 카모테스어
      - 반타얀어
      - 힐리가이논어 (일롱고어), 카피스논어, 카야완어

    - 롬블론어군
      - 롬블로마논어

  - 4. 아시 (롬블론주 서북부)
    - 아시어
      - 반톤 방언, 오디옹안 방언[10], 시마라 방언, 칼라트라바 방언, 시발레 방언[11]

  - 5. 서부
    - 아클란어군 (파나이섬 북부)
      - 아클라논어

    - 키나라이아어군 (파나이섬)
      - 판단어[12], 키나라이아어, 기마라스어

    - 중북부어군 (민도로섬 남쪽의 타블라스섬)
      - 불랄라카우어[13], 디스포홀논어[14], 로오크논어[15], 알칸타란혼어

    - 쿠요어군 (파나이섬과 롬블론주 서쪽의 열도 및 민도로섬 남쪽 끝)
      - 라타그논어[16], 산타 테레사어[17], 세미라라어[18]
      - 쿠요논어[19][20]
- 만사카어군
  - 북만사카어군
    - 카마요어 북부 및 남부 방언

  - 다야우어군
    - 다야웨뇨어

  - 동만사카어군
    - 이사말어
    - 카라가어
    - 카바사가어, 보소어, 만사카어, 만다야어

  - 서만사카어군
    - 칼라가어, 타가카올로어
- 마만와어군
  - 마만와어

### 확대 중앙필리핀어군
로버트 블러스트(1991)은 중부 및 남부 필리핀의 언어적 다양성이 낮음을 지적했다. 그는 공통된 어휘적 변화를 바탕으로 중앙필리핀어군을 비롯해 남부민도로어군, 팔라완어군, 다나오어군, 마노보어군, 고론탈로·몽온도우어군을 하나로 묶은 확대 중앙필리핀어군이라는 분류를 제안하였다.